# TDRS-6
O TDRS-6, também conhecido por TDRS-F, é um satélite de comunicação geoestacionário estadunidense construído pela TRW. Ele está localizado na posição orbital de 276 graus de longitude oeste e é operado pela NASA. O satélite tinha uma expectativa de vida útil estimada de 10 anos.

## Lançamento
O satélite foi lançado com sucesso ao espaço no dia 13 de janeiro de 1993, às 13:59:30 UTC, abordo do ônibus espacial Endeavour, durante a missão STS-54 a partir do Centro Espacial Kennedy, na Flórida, EUA. Ele tinha uma massa de lançamento de 2268 kg.